# 43 112 609
43 112 609 (cuarenta y tres millones ciento doce mil seiscientos nueve) es el número natural que sigue a 43 112 608 y precede a 43 112 610

## En matemáticas
43 112 609 es un número primo. Además, es el exponente número 47.º de la tabla de números primos de Mersenne, igual a M43.112.609 = 243.112.609 − 1, un número primo con 12 978 189 dígitos. Fue descubierto el 23 de agosto de 2008 por Edson Smith, un voluntario de la Great Internet Mersenne Prime Search. El número primo de Mersenne 45º, M37,156,667 = 237,156,667 − 1, fue descubierto dos semanas después, el 6 de septiembre de 2008, marcando la brecha cronológica más corta entre descubrimientos de números primos de Mersenne desde la formación del proyecto colaborativo en línea en 1996. Fue la primera vez desde 1963, cuando se descubrieron dos primos de Mersenne con menos de 30 días de diferencia entre sí.
43 112 609 también es un número primo de Sophie Germain, el mayor de los ocho números primos de Mersenne conocidos que tienen esta propiedad.